# Liste des planètes mineures non numérotées découvertes en octobre 2011
Pour un article plus général, voir Liste des planètes mineures non numérotées découvertes en 2011.
Pour un article plus général, voir Liste des planètes mineures.
Cet article dresse la liste des planètes mineures (astéroïdes, centaures, objets transneptuniens et assimilés) non numérotées découvertes en octobre 2011 dans l'ordre de leur découverte.
Au 15 janvier 2025, 661 077 des 1 434 993 planètes mineures répertoriées par le Centre des planètes mineures ne sont pas encore numérotées, soit 46,07 %.

## Rappel concernant la désignation provisoire
La désignation provisoire indique l'ordre de découverte de ces objets. En effet, cette désignation est composée de l'année de découverte (par exemple 2011) suivie de la quinzaine (demi-mois) de découverte (p.e. A = 1-15 janvier) puis de l'ordre de découverte dans cette quinzaine. Cet ordre est indiqué par une lettre et éventuellement un chiffre comme suit : A pour la première découverte, B pour la deuxième, ..., Z pour la 25e (le I n'est pas utilisé pour éviter la confusion avec 1), A1 pour la 26e, B1 pour la 27e, etc. , Z1 pour la 50e, A2 pour la 51e, B2 pour la 52e, etc. L'ordre de la numérotation ne suit donc pas l'ordre alphanumérique. 2011 AA1 suit ainsi 2011 AZ et précède 2011 AB1.

## Liste

### Du1erau 15 octobre
- 2011 TB
- 2011 TC
- 2011 TG
- 2011 TH
- 2011 TJ
- 2011 TK
- 2011 TO
- 2011 TP
- 2011 TQ
- 2011 TW
- 2011 TY
- 2011 TZ
- 2011 TG1
- 2011 TH2
- 2011 TA3
- 2011 TB3
- 2011 TD3
- 2011 TE3
- 2011 TG3
- 2011 TP3
- 2011 TR3
- 2011 TT3
- 2011 TU3
- 2011 TX3
- 2011 TY3
- 2011 TZ3
- 2011 TA4
- 2011 TB4
- 2011 TK4
- 2011 TL4
- 2011 TS4
- 2011 TX4
- 2011 TA5
- 2011 TH5
- 2011 TJ5
- 2011 TK5
- 2011 TL5
- 2011 TM5
- 2011 TN5
- 2011 TO5
- 2011 TQ5
- 2011 TA6
- 2011 TH6
- 2011 TO6
- 2011 TP6
- 2011 TR6
- 2011 TS6
- 2011 TU6
- 2011 TK7
- 2011 TN7
- 2011 TC8
- 2011 TK8
- 2011 TQ8
- 2011 TW8
- 2011 TX8
- 2011 TB9
- 2011 TK9
- 2011 TN9
- 2011 TR9
- 2011 TS9
- 2011 TU9
- 2011 TE10
- 2011 TH10
- 2011 TK10
- 2011 TU10
- 2011 TE11
- 2011 TH11
- 2011 TK11
- 2011 TM11
- 2011 TN11
- 2011 TP11
- 2011 TN12
- 2011 TO12
- 2011 TS12
- 2011 TX13
- 2011 TZ13
- 2011 TC14
- 2011 TM14
- 2011 TN14
- 2011 TU15
- 2011 TA16
- 2011 TC16
- 2011 TF16
- 2011 TN16
- 2011 TY16
- 2011 TC17
- 2011 TF17
- 2011 TG17
- 2011 TT17
- 2011 TA18
- 2011 TM18
- 2011 TS18
- 2011 TT18
- 2011 TA19
- 2011 TD19
- 2011 TK19
- 2011 TL19
- 2011 TM19
- 2011 TN19
- 2011 TO19
- 2011 TP19
- 2011 TT19
- 2011 TV19
- 2011 TW19
- 2011 TX19
- 2011 TA20
- 2011 TC20
- 2011 TD20
- 2011 TF20
- 2011 TG20
- 2011 TH20
- 2011 TJ20
- 2011 TK20
- 2011 TM20
- 2011 TN20
- 2011 TP20
- 2011 TU20
- 2011 TV20
- 2011 TW20
- 2011 TY20
- 2011 TA21
- 2011 TD21
- 2011 TF21
- 2011 TG21
- 2011 TJ21
- 2011 TM21
- 2011 TO21
- 2011 TP21
- 2011 TQ21
- 2011 TT21
- 2011 TU21
- 2011 TW21
- 2011 TX21
- 2011 TA22
- 2011 TB22
- 2011 TC22
- 2011 TD22
- 2011 TF22
- 2011 TH22
- 2011 TK22
- 2011 TL22
- 2011 TN22
- 2011 TV22
- 2011 TW22
- 2011 TX22
- 2011 TY22
- 2011 TZ22
- 2011 TA23
- 2011 TF23
- 2011 TG23
- 2011 TH23
- 2011 TJ23
- 2011 TK23
- 2011 TL23
- 2011 TM23
- 2011 TN23
- 2011 TO23
- 2011 TP23
- 2011 TQ23
- 2011 TR23
- 2011 TS23
- 2011 TT23
- 2011 TU23
- 2011 TV23
- 2011 TW23
- 2011 TX23
- 2011 TY23
- 2011 TB24
- 2011 TC24
- 2011 TE24
- 2011 TF24
- 2011 TG24
- 2011 TH24
- 2011 TJ24
- 2011 TK24
- 2011 TL24
- 2011 TM24
- 2011 TN24

### Du 16 au 31 octobre
- 2011 UB
- 2011 UC
- 2011 UD
- 2011 UE
- 2011 UF
- 2011 UT
- 2011 UU
- 2011 UL1
- 2011 UP1
- 2011 UG2
- 2011 UN2
- 2011 UO2
- 2011 US2
- 2011 UY2
- 2011 UG3
- 2011 UL3
- 2011 UT3
- 2011 UZ3
- 2011 UD4
- 2011 UE4
- 2011 UW4
- 2011 UX4
- 2011 UZ4
- 2011 UA5
- 2011 UB5
- 2011 UL5
- 2011 UN5
- 2011 UO5
- 2011 UZ5
- 2011 UM6
- 2011 UO6
- 2011 UP6
- 2011 UU6
- 2011 UV6
- 2011 UJ7
- 2011 UQ7
- 2011 UR7
- 2011 UT7
- 2011 UB8
- 2011 UC8
- 2011 UJ8
- 2011 UL8
- 2011 UE9
- 2011 UN9
- 2011 UE10
- 2011 UF10
- 2011 UG10
- 2011 UH10
- 2011 UJ10
- 2011 UK10
- 2011 UL10
- 2011 UM10
- 2011 UZ10
- 2011 UD11
- 2011 UG11
- 2011 UL11
- 2011 UM11
- 2011 UU11
- 2011 UE12
- 2011 UV12
- 2011 UB13
- 2011 UG13
- 2011 UP13
- 2011 UR13
- 2011 UD14
- 2011 UO14
- 2011 UX14
- 2011 UC15
- 2011 UK15
- 2011 UQ15
- 2011 UR15
- 2011 UY15
- 2011 UP16
- 2011 UW16
- 2011 UA17
- 2011 UB17
- 2011 UK17
- 2011 UM17
- 2011 UG18
- 2011 UN18
- 2011 UO18
- 2011 UW18
- 2011 UY18
- 2011 UZ18
- 2011 UG19
- 2011 UO19
- 2011 US19
- 2011 UX19
- 2011 UC20
- 2011 UG20
- 2011 UH20
- 2011 UJ20
- 2011 UK20
- 2011 UN20
- 2011 UO20
- 2011 UP20
- 2011 UQ20
- 2011 UR20
- 2011 UA21
- 2011 UD21
- 2011 UE21
- 2011 UF21
- 2011 UG21
- 2011 UH21
- 2011 UJ21
- 2011 UK21
- 2011 UM21
- 2011 UO21
- 2011 UV21
- 2011 UA22
- 2011 UR22
- 2011 UW22
- 2011 UZ22
- 2011 UA23
- 2011 UC23
- 2011 UE23
- 2011 UQ23
- 2011 UR23
- 2011 UX23
- 2011 UY23
- 2011 UW24
- 2011 UQ25
- 2011 UA26
- 2011 UE26
- 2011 UM26
- 2011 UR26
- 2011 UW26
- 2011 UY26
- 2011 UN27
- 2011 UF28
- 2011 UW28
- 2011 UL29
- 2011 UE30
- 2011 UL30
- 2011 UH31
- 2011 UK31
- 2011 UN31
- 2011 UO31
- 2011 UP31
- 2011 UC32
- 2011 UJ32
- 2011 UB33
- 2011 UC33
- 2011 UP33
- 2011 UT33
- 2011 UU33
- 2011 UW33
- 2011 UZ33
- 2011 UD34
- 2011 UE34
- 2011 UP34
- 2011 US34
- 2011 UV34
- 2011 UY34
- 2011 UE35
- 2011 UH35
- 2011 UJ35
- 2011 UL35
- 2011 UO35
- 2011 UV35
- 2011 UX35
- 2011 UC36
- 2011 US36
- 2011 UZ36
- 2011 UH37
- 2011 UM37
- 2011 US37
- 2011 UT37
- 2011 UX37
- 2011 UD38
- 2011 UH38
- 2011 UN38
- 2011 UT38
- 2011 UB39
- 2011 UE39
- 2011 UL39
- 2011 UQ39
- 2011 UR39
- 2011 UW39
- 2011 UD40
- 2011 UJ40
- 2011 UM40
- 2011 UT40
- 2011 UC41
- 2011 UD41
- 2011 UE41
- 2011 UK41
- 2011 UL41
- 2011 UT41
- 2011 UY41
- 2011 UZ41
- 2011 UH42
- 2011 UM42
- 2011 UN42
- 2011 UO42
- 2011 UR42
- 2011 US42
- 2011 UH43
- 2011 UN43
- 2011 UU43
- 2011 UX43
- 2011 UZ43
- 2011 UD44
- 2011 US44
- 2011 UM45
- 2011 UR45
- 2011 UA46
- 2011 UQ46
- 2011 UR46
- 2011 UD47
- 2011 UO47
- 2011 UP47
- 2011 UW47
- 2011 UY47
- 2011 UH48
- 2011 UX48
- 2011 UY48
- 2011 UB49
- 2011 UE49
- 2011 UP49
- 2011 UQ49
- 2011 US49
- 2011 UD50
- 2011 UE50
- 2011 UH50
- 2011 UH51
- 2011 UJ51
- 2011 UP51
- 2011 US51
- 2011 UT51
- 2011 UX51
- 2011 UN52
- 2011 UP52
- 2011 UR52
- 2011 UZ52
- 2011 UL53
- 2011 UB54
- 2011 UC54
- 2011 UY54
- 2011 UT55
- 2011 UY55
- 2011 UK56
- 2011 UX56
- 2011 UL57
- 2011 UD58
- 2011 UM58
- 2011 UN58
- 2011 UX58
- 2011 UC59
- 2011 UM59
- 2011 UR59
- 2011 UA60
- 2011 UC60
- 2011 UD60
- 2011 UH60
- 2011 UJ60
- 2011 UK60
- 2011 UL60
- 2011 UM60
- 2011 UP60
- 2011 US60
- 2011 UT60
- 2011 UY60
- 2011 UE61
- 2011 UH62
- 2011 UP62
- 2011 UU62
- 2011 UC63
- 2011 UE63
- 2011 UL63
- 2011 UN63
- 2011 UP63
- 2011 UQ63
- 2011 UR63
- 2011 US63
- 2011 UT63
- 2011 UU63
- 2011 UV63
- 2011 UW63
- 2011 UX63
- 2011 UY63
- 2011 UZ63
- 2011 UA64
- 2011 UB64
- 2011 UC64
- 2011 UD64
- 2011 UE64
- 2011 UF64
- 2011 UG64
- 2011 UP64
- 2011 UW64
- 2011 UX64
- 2011 UO65
- 2011 UV65
- 2011 UW65
- 2011 UX65
- 2011 UZ65
- 2011 UC66
- 2011 UD66
- 2011 US66
- 2011 UY66
- 2011 UB67
- 2011 UQ67
- 2011 UY67
- 2011 UZ67
- 2011 UJ68
- 2011 UK68
- 2011 UL68
- 2011 UR68
- 2011 US68
- 2011 UV68
- 2011 UW68
- 2011 UZ68
- 2011 UB69
- 2011 UD69
- 2011 UG69
- 2011 UN69
- 2011 US69
- 2011 UU69
- 2011 UX69
- 2011 UY69
- 2011 UG70
- 2011 UQ70
- 2011 US70
- 2011 UU70
- 2011 UA71
- 2011 UB71
- 2011 UL71
- 2011 UM71
- 2011 UN71
- 2011 UZ71
- 2011 UB72
- 2011 UG72
- 2011 UM72
- 2011 US72
- 2011 UX72
- 2011 UE73
- 2011 UJ73
- 2011 UL73
- 2011 UT73
- 2011 UU73
- 2011 UJ74
- 2011 UG75
- 2011 UR75
- 2011 UA76
- 2011 UL76
- 2011 UO76
- 2011 UT76
- 2011 UX76
- 2011 UF77
- 2011 UM77
- 2011 UD78
- 2011 UK78
- 2011 UN78
- 2011 UP78
- 2011 UU78
- 2011 UB79
- 2011 UF79
- 2011 UR79
- 2011 UU79
- 2011 UZ79
- 2011 UE80
- 2011 UU80
- 2011 UD81
- 2011 UE81
- 2011 UF81
- 2011 US81
- 2011 UX81
- 2011 UD82
- 2011 UG82
- 2011 UP83
- 2011 UQ83
- 2011 UL84
- 2011 UX85
- 2011 UA87
- 2011 UX87
- 2011 UZ87
- 2011 UA88
- 2011 UC88
- 2011 UP88
- 2011 UR88
- 2011 US88
- 2011 UU88
- 2011 UJ89
- 2011 UN89
- 2011 UR89
- 2011 UB90
- 2011 UG90
- 2011 UJ90
- 2011 UK90
- 2011 UO90
- 2011 UQ90
- 2011 UR90
- 2011 UB91
- 2011 UC91
- 2011 UE91
- 2011 UF91
- 2011 UG91
- 2011 UN91
- 2011 UO91
- 2011 UP91
- 2011 UQ91
- 2011 UR91
- 2011 US91
- 2011 UT91
- 2011 UC92
- 2011 UP92
- 2011 US92
- 2011 UW92
- 2011 UC93
- 2011 UM93
- 2011 UV93
- 2011 UA94
- 2011 UF94
- 2011 UG94
- 2011 UJ94
- 2011 UQ94
- 2011 UR94
- 2011 UY94
- 2011 UA95
- 2011 UG95
- 2011 UL95
- 2011 UM95
- 2011 US95
- 2011 UV95
- 2011 UW95
- 2011 UH96
- 2011 UJ96
- 2011 UP96
- 2011 UQ96
- 2011 US96
- 2011 UT96
- 2011 UA97
- 2011 UB97
- 2011 UD97
- 2011 UE97
- 2011 UF97
- 2011 UG97
- 2011 UL97
- 2011 UT97
- 2011 UU97
- 2011 UV97
- 2011 UX97
- 2011 UD98
- 2011 UE98
- 2011 UM98
- 2011 UQ98
- 2011 UF99
- 2011 UH99
- 2011 UJ99
- 2011 UK99
- 2011 UQ99
- 2011 UU99
- 2011 UY99
- 2011 UK100
- 2011 UM100
- 2011 UO100
- 2011 UR100
- 2011 UT100
- 2011 UU100
- 2011 UC101
- 2011 UH101
- 2011 UC102
- 2011 UF102
- 2011 UH102
- 2011 UK102
- 2011 UM102
- 2011 UN102
- 2011 UP102
- 2011 UE103
- 2011 UF103
- 2011 UA104
- 2011 UB104
- 2011 UF104
- 2011 UG104
- 2011 UM104
- 2011 UH105
- 2011 UL105
- 2011 UR105
- 2011 US105
- 2011 UT105
- 2011 UV105
- 2011 UW105
- 2011 UX105
- 2011 UB106
- 2011 UF106
- 2011 UG106
- 2011 UN106
- 2011 UT106
- 2011 UW106
- 2011 UC107
- 2011 UO107
- 2011 UQ107
- 2011 UR107
- 2011 UC108
- 2011 UJ108
- 2011 UK108
- 2011 UO108
- 2011 UU108
- 2011 UV108
- 2011 UZ108
- 2011 UE109
- 2011 UH109
- 2011 UJ109
- 2011 UK109
- 2011 UQ109
- 2011 UK110
- 2011 UR110
- 2011 UW110
- 2011 UA111
- 2011 UF111
- 2011 UK111
- 2011 UO111
- 2011 UR111
- 2011 UW111
- 2011 UA112
- 2011 UC112
- 2011 UE112
- 2011 UG112
- 2011 UJ112
- 2011 UK112
- 2011 UX113
- 2011 UZ113
- 2011 UE114
- 2011 UV114
- 2011 UW114
- 2011 UX114
- 2011 UY114
- 2011 UZ114
- 2011 UA115
- 2011 UB115
- 2011 UC115
- 2011 UD115
- 2011 UF115
- 2011 UG115
- 2011 UM115
- 2011 UP115
- 2011 UD116
- 2011 UM117
- 2011 UR117
- 2011 UV117
- 2011 UX117
- 2011 UB118
- 2011 UX118
- 2011 UD119
- 2011 UF119
- 2011 UM119
- 2011 UQ119
- 2011 UC120
- 2011 UD120
- 2011 UE120
- 2011 UF120
- 2011 UK120
- 2011 UU120
- 2011 UC121
- 2011 UF121
- 2011 UH121
- 2011 UO121
- 2011 UP121
- 2011 US121
- 2011 UU121
- 2011 UV121
- 2011 UJ122
- 2011 UO122
- 2011 UR122
- 2011 US122
- 2011 UB123
- 2011 UC123
- 2011 UE123
- 2011 UP123
- 2011 UQ123
- 2011 US123
- 2011 UV123
- 2011 UA124
- 2011 UP124
- 2011 UQ124
- 2011 UV124
- 2011 UW124
- 2011 UK125
- 2011 UM125
- 2011 UO125
- 2011 UP125
- 2011 UQ125
- 2011 US125
- 2011 UK126
- 2011 UB127
- 2011 UC127
- 2011 UD127
- 2011 UU128
- 2011 UK129
- 2011 UN129
- 2011 UR129
- 2011 UX129
- 2011 UY129
- 2011 UD130
- 2011 UF130
- 2011 UG130
- 2011 UL130
- 2011 UM130
- 2011 UT130
- 2011 UB131
- 2011 UG131
- 2011 UJ131
- 2011 UN131
- 2011 UO131
- 2011 UT131
- 2011 UE132
- 2011 UQ132
- 2011 UU132
- 2011 UD133
- 2011 UO133
- 2011 UC134
- 2011 UF134
- 2011 UG134
- 2011 UH134
- 2011 UK134
- 2011 UQ134
- 2011 UU134
- 2011 UX134
- 2011 UH135
- 2011 UK135
- 2011 UO135
- 2011 UC136
- 2011 UD136
- 2011 UL136
- 2011 UN136
- 2011 UY136
- 2011 UC137
- 2011 UJ137
- 2011 UN137
- 2011 UU137
- 2011 UU138
- 2011 UH139
- 2011 UL139
- 2011 UN139
- 2011 UF140
- 2011 UG140
- 2011 UH140
- 2011 UK140
- 2011 US140
- 2011 UA141
- 2011 UD141
- 2011 UN141
- 2011 UC142
- 2011 UE142
- 2011 UE143
- 2011 UG143
- 2011 UP143
- 2011 UY143
- 2011 UE144
- 2011 UG144
- 2011 UQ144
- 2011 UE145
- 2011 UF145
- 2011 UO145
- 2011 UD146
- 2011 UJ146
- 2011 UN146
- 2011 UX146
- 2011 UY146
- 2011 UJ147
- 2011 UK147
- 2011 UL147
- 2011 UM147
- 2011 UP147
- 2011 UQ147
- 2011 UV147
- 2011 UZ147
- 2011 UB148
- 2011 UF148
- 2011 UJ148
- 2011 UK148
- 2011 UQ148
- 2011 UX148
- 2011 UZ148
- 2011 US149
- 2011 UT149
- 2011 UD150
- 2011 UK150
- 2011 UN150
- 2011 UO150
- 2011 UR150
- 2011 US150
- 2011 UG151
- 2011 UW151
- 2011 UY151
- 2011 UB152
- 2011 UL152
- 2011 UP152
- 2011 UA153
- 2011 UC153
- 2011 UD153
- 2011 UQ153
- 2011 US153
- 2011 UW153
- 2011 UY153
- 2011 UG154
- 2011 UJ154
- 2011 UO154
- 2011 UD155
- 2011 UH155
- 2011 UJ155
- 2011 UT155
- 2011 UX155
- 2011 UG156
- 2011 UU156
- 2011 UY157
- 2011 UE158
- 2011 US158
- 2011 UT158
- 2011 UU158
- 2011 UV158
- 2011 UJ159
- 2011 UM159
- 2011 UB162
- 2011 UK162
- 2011 UT162
- 2011 UF163
- 2011 UH163
- 2011 UR163
- 2011 US163
- 2011 UX163
- 2011 UV164
- 2011 UE165
- 2011 UH165
- 2011 UQ165
- 2011 UR165
- 2011 US165
- 2011 UT165
- 2011 UZ165
- 2011 UO166
- 2011 UV166
- 2011 UX166
- 2011 UY166
- 2011 UC167
- 2011 UK167
- 2011 UM167
- 2011 US167
- 2011 UT167
- 2011 UA168
- 2011 UC168
- 2011 UN168
- 2011 UT168
- 2011 UV168
- 2011 UZ168
- 2011 UA169
- 2011 UC169
- 2011 UE169
- 2011 UF169
- 2011 UG169
- 2011 UH169
- 2011 UJ169
- 2011 UL169
- 2011 UM169
- 2011 UU169
- 2011 UV169
- 2011 UA170
- 2011 UG170
- 2011 UH170
- 2011 UN170
- 2011 UP170
- 2011 UQ170
- 2011 UR170
- 2011 US170
- 2011 UU170
- 2011 UW170
- 2011 UG171
- 2011 UH171
- 2011 UM171
- 2011 UP171
- 2011 UD172
- 2011 UF172
- 2011 UH172
- 2011 UR172
- 2011 UY172
- 2011 UH173
- 2011 UK173
- 2011 UT173
- 2011 UZ173
- 2011 UE174
- 2011 UG174
- 2011 UL174
- 2011 UP174
- 2011 UW174
- 2011 UZ174
- 2011 UC175
- 2011 UF175
- 2011 UJ175
- 2011 UD176
- 2011 UH176
- 2011 UR176
- 2011 UV176
- 2011 UX176
- 2011 UQ177
- 2011 UD178
- 2011 US178
- 2011 UT178
- 2011 UU178
- 2011 UV178
- 2011 UY178
- 2011 UC179
- 2011 UK179
- 2011 UL179
- 2011 UU179
- 2011 UD180
- 2011 UP180
- 2011 US180
- 2011 UZ180
- 2011 UA181
- 2011 UC181
- 2011 UD181
- 2011 UK181
- 2011 UL181
- 2011 UQ181
- 2011 UR181
- 2011 US181
- 2011 UD182
- 2011 UF182
- 2011 UH182
- 2011 UM182
- 2011 UU183
- 2011 UV183
- 2011 UL184
- 2011 UN184
- 2011 UR184
- 2011 US184
- 2011 UK185
- 2011 UD186
- 2011 UL186
- 2011 UO186
- 2011 UV186
- 2011 UA187
- 2011 UG187
- 2011 UV187
- 2011 UQ189
- 2011 US189
- 2011 UX189
- 2011 UA190
- 2011 UB190
- 2011 UC190
- 2011 UE190
- 2011 UX190
- 2011 UF191
- 2011 UL191
- 2011 UU191
- 2011 UW191
- 2011 UA192
- 2011 UB192
- 2011 UG192
- 2011 UP192
- 2011 UX192
- 2011 UY192
- 2011 UA193
- 2011 UN193
- 2011 UD195
- 2011 UR195
- 2011 US195
- 2011 UT195
- 2011 UV195
- 2011 UE196
- 2011 UO196
- 2011 UB197
- 2011 UL197
- 2011 UN197
- 2011 UR197
- 2011 UY197
- 2011 UZ197
- 2011 UB198
- 2011 UH198
- 2011 UM198
- 2011 US198
- 2011 UE199
- 2011 UG199
- 2011 UH199
- 2011 UK199
- 2011 UP199
- 2011 UW199
- 2011 UB200
- 2011 UN200
- 2011 US200
- 2011 UJ201
- 2011 UL201
- 2011 UW201
- 2011 UF202
- 2011 UG202
- 2011 UU202
- 2011 UA203
- 2011 UC203
- 2011 UG203
- 2011 UP203
- 2011 UD204
- 2011 UH204
- 2011 UY204
- 2011 UJ205
- 2011 US205
- 2011 UT205
- 2011 UO206
- 2011 UP206
- 2011 UQ206
- 2011 UX206
- 2011 UA207
- 2011 UD207
- 2011 UQ207
- 2011 UU207
- 2011 UW207
- 2011 UN208
- 2011 UO208
- 2011 UQ208
- 2011 UT208
- 2011 UU208
- 2011 UV208
- 2011 UX209
- 2011 UY209
- 2011 UZ209
- 2011 UC210
- 2011 UF210
- 2011 UG210
- 2011 UH210
- 2011 UJ210
- 2011 UL210
- 2011 UV210
- 2011 UX210
- 2011 UZ210
- 2011 UA211
- 2011 UO211
- 2011 UR211
- 2011 UU211
- 2011 UX211
- 2011 UB212
- 2011 UC212
- 2011 UG212
- 2011 UH212
- 2011 UQ212
- 2011 UV212
- 2011 UX212
- 2011 UG213
- 2011 UH213
- 2011 UJ213
- 2011 UL213
- 2011 UM213
- 2011 UN213
- 2011 UP213
- 2011 UQ213
- 2011 US213
- 2011 UX213
- 2011 UY213
- 2011 UB214
- 2011 UD214
- 2011 UO214
- 2011 UP214
- 2011 UQ214
- 2011 UT214
- 2011 UU214
- 2011 UV214
- 2011 UY214
- 2011 UG215
- 2011 UJ215
- 2011 UK215
- 2011 UN215
- 2011 UP215
- 2011 UQ215
- 2011 US215
- 2011 UT215
- 2011 UU215
- 2011 UV215
- 2011 UA216
- 2011 UD216
- 2011 UG216
- 2011 UP216
- 2011 UQ216
- 2011 UW216
- 2011 UC217
- 2011 UD217
- 2011 UE217
- 2011 UM217
- 2011 UP217
- 2011 UQ217
- 2011 UT217
- 2011 UV217
- 2011 UZ217
- 2011 UJ218
- 2011 UL218
- 2011 UM218
- 2011 UN218
- 2011 UP218
- 2011 UR218
- 2011 UW218
- 2011 UZ218
- 2011 UB219
- 2011 UD219
- 2011 UE219
- 2011 UG219
- 2011 UK219
- 2011 UP219
- 2011 US219
- 2011 UB220
- 2011 UC220
- 2011 UH220
- 2011 UQ220
- 2011 UR220
- 2011 UU220
- 2011 UV220
- 2011 UX220
- 2011 UB221
- 2011 UH221
- 2011 UM221
- 2011 UP221
- 2011 UQ221
- 2011 US221
- 2011 UE222
- 2011 UF222
- 2011 UO222
- 2011 UP222
- 2011 UR222
- 2011 US222
- 2011 UT222
- 2011 UW222
- 2011 UY222
- 2011 UB223
- 2011 UJ223
- 2011 UR223
- 2011 UT223
- 2011 UU223
- 2011 UV223
- 2011 UY223
- 2011 UB224
- 2011 UC224
- 2011 UD224
- 2011 UG224
- 2011 UK224
- 2011 UN224
- 2011 US224
- 2011 UT224
- 2011 UV224
- 2011 UX224
- 2011 UD225
- 2011 UE225
- 2011 UJ225
- 2011 UO225
- 2011 UU225
- 2011 UD226
- 2011 UN226
- 2011 UO226
- 2011 UP226
- 2011 UX226
- 2011 UE227
- 2011 UM227
- 2011 US227
- 2011 UX227
- 2011 UF228
- 2011 UL228
- 2011 UM228
- 2011 UN228
- 2011 UO228
- 2011 UX228
- 2011 UC229
- 2011 UE229
- 2011 UG229
- 2011 UH229
- 2011 UK229
- 2011 UO229
- 2011 UT229
- 2011 UV229
- 2011 UW229
- 2011 UX229
- 2011 UJ230
- 2011 UL230
- 2011 UP230
- 2011 US230
- 2011 UU230
- 2011 UY230
- 2011 UB231
- 2011 UC231
- 2011 UE231
- 2011 UF231
- 2011 UK231
- 2011 UL231
- 2011 UM231
- 2011 UN231
- 2011 UR231
- 2011 UT231
- 2011 UU231
- 2011 UY231
- 2011 UB232
- 2011 UC232
- 2011 UD232
- 2011 UE232
- 2011 UG232
- 2011 UH232
- 2011 UM232
- 2011 UN232
- 2011 US232
- 2011 UU232
- 2011 UX232
- 2011 UA233
- 2011 UB233
- 2011 UE233
- 2011 UH233
- 2011 UK233
- 2011 UN233
- 2011 UP233
- 2011 UR233
- 2011 UU233
- 2011 UW233
- 2011 UX233
- 2011 UB234
- 2011 UD234
- 2011 UG234
- 2011 UK234
- 2011 UL234
- 2011 UM234
- 2011 UO234
- 2011 UT234
- 2011 UZ234
- 2011 UD235
- 2011 UR235
- 2011 UA236
- 2011 UB236
- 2011 UC236
- 2011 UG236
- 2011 UH236
- 2011 UJ236
- 2011 UN236
- 2011 UP236
- 2011 UU236
- 2011 UW236
- 2011 UY236
- 2011 UZ236
- 2011 UA237
- 2011 UB237
- 2011 UD237
- 2011 UE237
- 2011 UF237
- 2011 UG237
- 2011 UK237
- 2011 UU237
- 2011 UV237
- 2011 UW237
- 2011 UX237
- 2011 UZ237
- 2011 UE238
- 2011 UH238
- 2011 UO238
- 2011 UQ238
- 2011 UT238
- 2011 UU238
- 2011 UV238
- 2011 UC239
- 2011 UM239
- 2011 UV239
- 2011 UX239
- 2011 UF240
- 2011 UL240
- 2011 UM240
- 2011 UO240
- 2011 UP240
- 2011 US240
- 2011 UU240
- 2011 UV240
- 2011 UW240
- 2011 UY240
- 2011 UZ240
- 2011 UA241
- 2011 UE241
- 2011 UO241
- 2011 UU241
- 2011 UH242
- 2011 UO242
- 2011 UW242
- 2011 UX242
- 2011 UB243
- 2011 UK243
- 2011 UL243
- 2011 UR243
- 2011 UH244
- 2011 UM244
- 2011 UN244
- 2011 UH245
- 2011 UW245
- 2011 UD246
- 2011 UJ246
- 2011 UM246
- 2011 UP246
- 2011 UC247
- 2011 UG247
- 2011 UJ248
- 2011 UV248
- 2011 UK249
- 2011 UX249
- 2011 UM250
- 2011 UC251
- 2011 UF251
- 2011 UG251
- 2011 UL251
- 2011 UN251
- 2011 UB252
- 2011 UF252
- 2011 UC253
- 2011 UO253
- 2011 UH254
- 2011 UJ254
- 2011 US254
- 2011 UT254
- 2011 UX254
- 2011 UZ254
- 2011 UA255
- 2011 UR255
- 2011 US255
- 2011 UW255
- 2011 UX255
- 2011 UY255
- 2011 UZ255
- 2011 UB256
- 2011 UD256
- 2011 UE256
- 2011 UF256
- 2011 UG256
- 2011 UH256
- 2011 UL256
- 2011 UN256
- 2011 UZ256
- 2011 UB257
- 2011 UD257
- 2011 UP257
- 2011 US257
- 2011 UU257
- 2011 UZ257
- 2011 UC258
- 2011 UF258
- 2011 UK258
- 2011 UN258
- 2011 UO258
- 2011 UP258
- 2011 UX258
- 2011 UB259
- 2011 UO259
- 2011 UZ259
- 2011 UC260
- 2011 UP260
- 2011 UQ260
- 2011 US260
- 2011 UW260
- 2011 UZ260
- 2011 UB261
- 2011 UE261
- 2011 UG261
- 2011 UK261
- 2011 UQ261
- 2011 UR261
- 2011 UD262
- 2011 UJ262
- 2011 UK262
- 2011 UW262
- 2011 UY262
- 2011 UE263
- 2011 UK263
- 2011 UP263
- 2011 UQ263
- 2011 UR263
- 2011 UF264
- 2011 UB265
- 2011 UD265
- 2011 UF265
- 2011 UH265
- 2011 UJ265
- 2011 UR265
- 2011 UU265
- 2011 UD266
- 2011 UL266
- 2011 UZ266
- 2011 UG267
- 2011 UH267
- 2011 UU267
- 2011 UW268
- 2011 UA269
- 2011 UD269
- 2011 UL269
- 2011 UR269
- 2011 UM270
- 2011 UO270
- 2011 UT270
- 2011 UW270
- 2011 UJ271
- 2011 UK271
- 2011 UO271
- 2011 US271
- 2011 UT271
- 2011 UU271
- 2011 UB272
- 2011 UF272
- 2011 UL272
- 2011 UN272
- 2011 US272
- 2011 UU272
- 2011 UV272
- 2011 UZ272
- 2011 UB273
- 2011 UP273
- 2011 UV273
- 2011 UW273
- 2011 UY273
- 2011 UC274
- 2011 UD274
- 2011 UL274
- 2011 UO274
- 2011 UW274
- 2011 UD275
- 2011 UG275
- 2011 UQ275
- 2011 US275
- 2011 UT275
- 2011 UV275
- 2011 UX275
- 2011 UY275
- 2011 UZ275
- 2011 UA276
- 2011 UB276
- 2011 UC276
- 2011 UD276
- 2011 UF276
- 2011 UK276
- 2011 UL276
- 2011 UY276
- 2011 UE277
- 2011 UG277
- 2011 UH277
- 2011 UT277
- 2011 UA278
- 2011 UB278
- 2011 US278
- 2011 UA279
- 2011 UM279
- 2011 UQ279
- 2011 US279
- 2011 UA280
- 2011 UC281
- 2011 UR281
- 2011 UU281
- 2011 UB282
- 2011 UM282
- 2011 UN282
- 2011 UU282
- 2011 UB283
- 2011 UF283
- 2011 UK283
- 2011 UP283
- 2011 UT283
- 2011 UO284
- 2011 UQ284
- 2011 US284
- 2011 UT284
- 2011 UW284
- 2011 UY284
- 2011 UZ284
- 2011 UB285
- 2011 UL285
- 2011 UO285
- 2011 UY285
- 2011 UB286
- 2011 UM286
- 2011 UR286
- 2011 UT286
- 2011 UU286
- 2011 UX286
- 2011 UA287
- 2011 UD287
- 2011 UF287
- 2011 UL287
- 2011 UN287
- 2011 UR287
- 2011 UV287
- 2011 UW287
- 2011 UA288
- 2011 UC288
- 2011 UF288
- 2011 UH288
- 2011 UO288
- 2011 UW288
- 2011 UR289
- 2011 UH290
- 2011 UK290
- 2011 UJ291
- 2011 US291
- 2011 UW291
- 2011 UX291
- 2011 UA292
- 2011 UD292
- 2011 UH292
- 2011 UJ292
- 2011 UV292
- 2011 UX292
- 2011 UY292
- 2011 UC293
- 2011 UH293
- 2011 UQ293
- 2011 US293
- 2011 UW293
- 2011 UD294
- 2011 UH294
- 2011 UK294
- 2011 UQ294
- 2011 UR294
- 2011 UE295
- 2011 UG295
- 2011 UP295
- 2011 UW295
- 2011 UZ295
- 2011 UG297
- 2011 UK297
- 2011 UP297
- 2011 UT297
- 2011 UY297
- 2011 UF298
- 2011 UH298
- 2011 UJ298
- 2011 UR298
- 2011 US298
- 2011 UG299
- 2011 UJ299
- 2011 UP299
- 2011 UW299
- 2011 UA300
- 2011 UD300
- 2011 UO300
- 2011 UW300
- 2011 UA301
- 2011 UB301
- 2011 UE301
- 2011 UH301
- 2011 UU301
- 2011 UW301
- 2011 UZ301
- 2011 UA302
- 2011 UG302
- 2011 UH302
- 2011 UP302
- 2011 UQ302
- 2011 UV302
- 2011 UE303
- 2011 UK303
- 2011 UR303
- 2011 UF304
- 2011 UG304
- 2011 UJ304
- 2011 UL304
- 2011 UM304
- 2011 UP304
- 2011 UB305
- 2011 UD305
- 2011 UE305
- 2011 UN306
- 2011 UJ307
- 2011 UK307
- 2011 US307
- 2011 UJ308
- 2011 UA309
- 2011 UB309
- 2011 UC309
- 2011 UE309
- 2011 UQ309
- 2011 UX309
- 2011 UH310
- 2011 UO310
- 2011 UQ310
- 2011 UV310
- 2011 UD311
- 2011 UK311
- 2011 UR311
- 2011 UV311
- 2011 UW311
- 2011 UE312
- 2011 UF312
- 2011 UH312
- 2011 UJ312
- 2011 UK312
- 2011 UR312
- 2011 UU312
- 2011 UW312
- 2011 UA313
- 2011 UE313
- 2011 UM313
- 2011 UU313
- 2011 UA314
- 2011 UF314
- 2011 UH314
- 2011 UP314
- 2011 UU314
- 2011 UX314
- 2011 UY314
- 2011 UB315
- 2011 US315
- 2011 UV315
- 2011 UE316
- 2011 UN316
- 2011 UP316
- 2011 UV316
- 2011 UZ316
- 2011 UA317
- 2011 UF317
- 2011 UL317
- 2011 UQ318
- 2011 UY318
- 2011 UA319
- 2011 UO319
- 2011 UT319
- 2011 UV319
- 2011 UK320
- 2011 UY320
- 2011 UD321
- 2011 UE321
- 2011 UF321
- 2011 US321
- 2011 UU321
- 2011 UE323
- 2011 US323
- 2011 UV323
- 2011 UW323
- 2011 UB324
- 2011 UH324
- 2011 UO324
- 2011 UT324
- 2011 UB325
- 2011 UE325
- 2011 UU325
- 2011 UZ325
- 2011 UA326
- 2011 UH326
- 2011 US326
- 2011 UT326
- 2011 UB327
- 2011 UD327
- 2011 UE327
- 2011 UF327
- 2011 UJ327
- 2011 UL327
- 2011 UO327
- 2011 UP327
- 2011 UV327
- 2011 UE328
- 2011 UG328
- 2011 UJ328
- 2011 UK328
- 2011 UN328
- 2011 UO328
- 2011 UP328
- 2011 UQ328
- 2011 UW328
- 2011 UY328
- 2011 UA329
- 2011 UL329
- 2011 UU329
- 2011 UW329
- 2011 UZ329
- 2011 UF330
- 2011 UU330
- 2011 UX330
- 2011 UY330
- 2011 UD331
- 2011 UT331
- 2011 UW331
- 2011 UX331
- 2011 UG333
- 2011 UQ333
- 2011 UH334
- 2011 UL334
- 2011 UT334
- 2011 UY334
- 2011 UD335
- 2011 UG335
- 2011 UP335
- 2011 UJ336
- 2011 UJ337
- 2011 UN337
- 2011 UF338
- 2011 UG338
- 2011 UH338
- 2011 UO338
- 2011 UR338
- 2011 UX338
- 2011 UY338
- 2011 UZ338
- 2011 UA339
- 2011 UD339
- 2011 UE339
- 2011 UJ339
- 2011 UO339
- 2011 UV339
- 2011 UJ340
- 2011 UQ340
- 2011 UD341
- 2011 UJ341
- 2011 UM341
- 2011 UN341
- 2011 UO341
- 2011 UQ341
- 2011 UZ341
- 2011 UC342
- 2011 UD342
- 2011 UJ342
- 2011 UM342
- 2011 UO342
- 2011 UT342
- 2011 UU342
- 2011 UB343
- 2011 UM343
- 2011 UR343
- 2011 UW343
- 2011 UZ343
- 2011 UJ344
- 2011 UN344
- 2011 UW344
- 2011 UC345
- 2011 UD345
- 2011 UT345
- 2011 UX345
- 2011 UE346
- 2011 UJ346
- 2011 UL346
- 2011 UP346
- 2011 UZ346
- 2011 UG347
- 2011 UP347
- 2011 UU347
- 2011 UY347
- 2011 UZ347
- 2011 UG348
- 2011 UJ348
- 2011 UO348
- 2011 UR348
- 2011 UT348
- 2011 UW348
- 2011 UX348
- 2011 UF349
- 2011 UJ349
- 2011 UN349
- 2011 UX349
- 2011 UE350
- 2011 UG350
- 2011 UO350
- 2011 US350
- 2011 UT350
- 2011 UV350
- 2011 UA351
- 2011 UG351
- 2011 UK351
- 2011 UL351
- 2011 UM351
- 2011 UX351
- 2011 UA353
- 2011 UK353
- 2011 UP353
- 2011 UR353
- 2011 UX353
- 2011 UB354
- 2011 UK354
- 2011 UY354
- 2011 UA355
- 2011 UE355
- 2011 UG355
- 2011 UH355
- 2011 UM355
- 2011 UP355
- 2011 UU355
- 2011 UH356
- 2011 UL356
- 2011 UN356
- 2011 UV356
- 2011 UE357
- 2011 UH357
- 2011 UK357
- 2011 UL357
- 2011 UT357
- 2011 UB358
- 2011 UC358
- 2011 UF358
- 2011 UQ358
- 2011 UU358
- 2011 UF359
- 2011 UG359
- 2011 UH359
- 2011 UA360
- 2011 UK360
- 2011 UV360
- 2011 UW360
- 2011 UA361
- 2011 UB361
- 2011 UF361
- 2011 UM361
- 2011 UO361
- 2011 US361
- 2011 UA362
- 2011 UH363
- 2011 US363
- 2011 UT363
- 2011 UU363
- 2011 UV363
- 2011 UZ363
- 2011 UE364
- 2011 UT364
- 2011 UE365
- 2011 UF365
- 2011 UG365
- 2011 UH365
- 2011 US365
- 2011 UX365
- 2011 UY365
- 2011 UZ365
- 2011 UG366
- 2011 UM366
- 2011 US366
- 2011 UB367
- 2011 UG367
- 2011 UN367
- 2011 UU367
- 2011 UV367
- 2011 UY367
- 2011 UA368
- 2011 UB368
- 2011 UC368
- 2011 UE368
- 2011 UG368
- 2011 UL368
- 2011 UO368
- 2011 US368
- 2011 UT368
- 2011 UU368
- 2011 UA369
- 2011 UG369
- 2011 UB370
- 2011 UF370
- 2011 UH370
- 2011 UP370
- 2011 UT370
- 2011 UU370
- 2011 UV370
- 2011 UF371
- 2011 UK371
- 2011 UQ371
- 2011 UC372
- 2011 UE372
- 2011 UF372
- 2011 UJ372
- 2011 UK372
- 2011 UN372
- 2011 UO372
- 2011 UP372
- 2011 UT372
- 2011 UW372
- 2011 UY372
- 2011 UC373
- 2011 UE373
- 2011 UG373
- 2011 UN373
- 2011 UR373
- 2011 US373
- 2011 UT373
- 2011 UA374
- 2011 UC374
- 2011 UE374
- 2011 UG374
- 2011 UT374
- 2011 UK375
- 2011 UN375
- 2011 UO375
- 2011 UP375
- 2011 UR375
- 2011 UU375
- 2011 UY375
- 2011 UF376
- 2011 UK376
- 2011 UL376
- 2011 UM376
- 2011 UQ376
- 2011 UR376
- 2011 US376
- 2011 UU376
- 2011 UW376
- 2011 UY376
- 2011 UA377
- 2011 UC377
- 2011 UD377
- 2011 UF377
- 2011 UG377
- 2011 UK377
- 2011 UN377
- 2011 UO377
- 2011 UV377
- 2011 UY377
- 2011 UC378
- 2011 UM378
- 2011 UO378
- 2011 UT378
- 2011 UZ378
- 2011 UE379
- 2011 UF379
- 2011 UM379
- 2011 UP379
- 2011 UZ379
- 2011 UC380
- 2011 UG380
- 2011 UH380
- 2011 UN380
- 2011 UO380
- 2011 UP380
- 2011 UZ380
- 2011 UK381
- 2011 UM381
- 2011 UO381
- 2011 UP381
- 2011 UQ381
- 2011 UR381
- 2011 UV381
- 2011 UX381
- 2011 UE382
- 2011 US383
- 2011 UG384
- 2011 UQ384
- 2011 UD385
- 2011 UF385
- 2011 UH385
- 2011 UJ385
- 2011 UM385
- 2011 UO385
- 2011 UQ385
- 2011 UD386
- 2011 UB387
- 2011 UK387
- 2011 UE388
- 2011 UK388
- 2011 UP388
- 2011 US388
- 2011 UZ388
- 2011 UL389
- 2011 UN389
- 2011 UP389
- 2011 UW389
- 2011 UT390
- 2011 UA391
- 2011 UU391
- 2011 UM392
- 2011 UV392
- 2011 UA393
- 2011 UC393
- 2011 UJ393
- 2011 UN393
- 2011 UP393
- 2011 UR393
- 2011 UV393
- 2011 UB394
- 2011 UG394
- 2011 UT394
- 2011 UW394
- 2011 UZ394
- 2011 UQ395
- 2011 UU395
- 2011 UW395
- 2011 UX395
- 2011 UC396
- 2011 UV396
- 2011 UX396
- 2011 UY396
- 2011 UL397
- 2011 US397
- 2011 UW397
- 2011 UF398
- 2011 US398
- 2011 UC399
- 2011 UK399
- 2011 UP399
- 2011 UY399
- 2011 UZ399
- 2011 UD400
- 2011 UE400
- 2011 UV400
- 2011 UW400
- 2011 UA401
- 2011 UD401
- 2011 UF401
- 2011 UG401
- 2011 UO401
- 2011 UP401
- 2011 UD402
- 2011 UH402
- 2011 UP402
- 2011 UR402
- 2011 UT402
- 2011 UU402
- 2011 UW402
- 2011 UA403
- 2011 UJ403
- 2011 UK403
- 2011 UM403
- 2011 UQ403
- 2011 UX403
- 2011 UZ403
- 2011 UA404
- 2011 UJ404
- 2011 UR404
- 2011 UL405
- 2011 UP405
- 2011 UU405
- 2011 UA406
- 2011 UB406
- 2011 UO406
- 2011 UR406
- 2011 UY406
- 2011 UC407
- 2011 UH407
- 2011 UM407
- 2011 UP407
- 2011 UB408
- 2011 UD408
- 2011 UE408
- 2011 UH408
- 2011 UL408
- 2011 UN408
- 2011 UP408
- 2011 UT408
- 2011 UF409
- 2011 UU409
- 2011 UA410
- 2011 UK410
- 2011 UP410
- 2011 UQ410
- 2011 UR410
- 2011 US410
- 2011 UU410
- 2011 UV410
- 2011 UW410
- 2011 UX410
- 2011 UY410
- 2011 UZ410
- 2011 UA411
- 2011 UB411
- 2011 UD411
- 2011 UE411
- 2011 UF411
- 2011 UG411
- 2011 UH411
- 2011 UJ411
- 2011 UL411
- 2011 UM411
- 2011 UN411
- 2011 UO411
- 2011 UP411
- 2011 UQ411
- 2011 UR411
- 2011 US411
- 2011 UT411
- 2011 UU411
- 2011 UV411
- 2011 UW411
- 2011 UX411
- 2011 UY411
- 2011 UZ411
- 2011 UA412
- 2011 UB412
- 2011 UC412
- 2011 UD412
- 2011 UE412
- 2011 UF412
- 2011 UG412
- 2011 UH412
- 2011 UJ412
- 2011 UK412
- 2011 UL412
- 2011 UM412
- 2011 UN412
- 2011 UO412
- 2011 UP412
- 2011 UQ412
- 2011 UR412
- 2011 US412
- 2011 UT412
- 2011 UU412
- 2011 UV412
- 2011 UW412
- 2011 UX412
- 2011 UY412
- 2011 UZ412
- 2011 UA413
- 2011 UK413
- 2011 UQ413
- 2011 US413
- 2011 UT413
- 2011 UV413
- 2011 UE414
- 2011 UF414
- 2011 UG414
- 2011 UW414
- 2011 UE415
- 2011 UP415
- 2011 UQ415
- 2011 UY415
- 2011 UK416
- 2011 UO416
- 2011 UR416
- 2011 UT416
- 2011 UU416
- 2011 UZ416
- 2011 UA417
- 2011 UJ417
- 2011 UN417
- 2011 UO417
- 2011 UP417
- 2011 UW417
- 2011 UX417
- 2011 UF418
- 2011 UK418
- 2011 UX418
- 2011 UA419
- 2011 UN419
- 2011 UV419
- 2011 UA420
- 2011 UG420
- 2011 UY420
- 2011 UD421
- 2011 UN421
- 2011 UY422
- 2011 UZ422
- 2011 UA423
- 2011 UE423
- 2011 UJ423
- 2011 UM423
- 2011 US423
- 2011 UV423
- 2011 UW423
- 2011 UY423
- 2011 UD424
- 2011 UG424
- 2011 UN424
- 2011 UP424
- 2011 UQ424
- 2011 UV424
- 2011 UD425
- 2011 UJ425
- 2011 UK425
- 2011 UM425
- 2011 UO425
- 2011 UQ425
- 2011 UT425
- 2011 UU425
- 2011 UV425
- 2011 UW425
- 2011 UX425
- 2011 UC426
- 2011 UD426
- 2011 UF426
- 2011 UJ426
- 2011 UM426
- 2011 UN426
- 2011 UO426
- 2011 US426
- 2011 UW426
- 2011 UY426
- 2011 UZ426
- 2011 UA427
- 2011 UC427
- 2011 UG427
- 2011 UH427
- 2011 UJ427
- 2011 UK427
- 2011 UL427
- 2011 UM427
- 2011 UP427
- 2011 UT427
- 2011 UV427
- 2011 UW427
- 2011 UX427
- 2011 UZ427
- 2011 UB428
- 2011 UH428
- 2011 UJ428
- 2011 UL428
- 2011 UM428
- 2011 UO428
- 2011 UP428
- 2011 UQ428
- 2011 UR428
- 2011 US428
- 2011 UT428
- 2011 UU428
- 2011 UV428
- 2011 UX428
- 2011 UY428
- 2011 UB429
- 2011 UE429
- 2011 UH429
- 2011 UK429
- 2011 UL429
- 2011 UM429
- 2011 UN429
- 2011 UO429
- 2011 UP429
- 2011 UQ429
- 2011 UR429
- 2011 US429
- 2011 UT429
- 2011 UU429
- 2011 UV429
- 2011 UW429
- 2011 UX429
- 2011 UA430
- 2011 UB430
- 2011 UC430
- 2011 UD430
- 2011 UE430
- 2011 UF430
- 2011 UH430
- 2011 UJ430
- 2011 UK430
- 2011 UM430
- 2011 UN430
- 2011 UO430
- 2011 UP430
- 2011 UR430
- 2011 US430
- 2011 UT430
- 2011 UU430
- 2011 UV430
- 2011 UW430
- 2011 UX430
- 2011 UZ430
- 2011 UA431
- 2011 UB431
- 2011 UC431
- 2011 UD431
- 2011 UE431
- 2011 UF431
- 2011 UG431
- 2011 UJ431
- 2011 UK431
- 2011 UM431
- 2011 UN431
- 2011 UO431
- 2011 UP431
- 2011 US431
- 2011 UT431
- 2011 UU431
- 2011 UW431
- 2011 UX431
- 2011 UY431
- 2011 UZ431
- 2011 UB432
- 2011 UC432
- 2011 UD432
- 2011 UE432
- 2011 UF432
- 2011 UG432
- 2011 UH432
- 2011 UJ432
- 2011 UK432
- 2011 UL432
- 2011 UM432
- 2011 UN432
- 2011 UO432
- 2011 UP432
- 2011 UR432
- 2011 US432
- 2011 UT432
- 2011 UU432
- 2011 UV432
- 2011 UW432
- 2011 UX432
- 2011 UY432
- 2011 UZ432
- 2011 UA433
- 2011 UB433
- 2011 UD433
- 2011 UE433
- 2011 UF433
- 2011 UG433
- 2011 UH433
- 2011 UJ433
- 2011 UK433
- 2011 UL433
- 2011 UQ433
- 2011 US433
- 2011 UT433
- 2011 UU433
- 2011 UC434
- 2011 UJ434
- 2011 UM434
- 2011 US434
- 2011 UT434
- 2011 UW434
- 2011 UX434
- 2011 UY434
- 2011 UZ434
- 2011 UD435
- 2011 UG435
- 2011 UJ435
- 2011 UL435
- 2011 UN435
- 2011 UR435
- 2011 UW435
- 2011 UY435
- 2011 UZ435
- 2011 UB436
- 2011 UC436
- 2011 UD436
- 2011 UG436
- 2011 UJ436
- 2011 UM436
- 2011 UU436
- 2011 UV436
- 2011 UX436
- 2011 UC437
- 2011 UE437
- 2011 UH437
- 2011 UL437
- 2011 UN437
- 2011 UO437
- 2011 UP437
- 2011 UQ437
- 2011 US437
- 2011 UT437
- 2011 UV437
- 2011 UX437
- 2011 UY437
- 2011 UZ437
- 2011 UB438
- 2011 UF438
- 2011 UG438
- 2011 UH438
- 2011 UJ438
- 2011 UK438
- 2011 UL438
- 2011 UM438
- 2011 UN438
- 2011 UO438
- 2011 UP438
- 2011 UQ438
- 2011 UR438
- 2011 US438
- 2011 UT438
- 2011 UW438
- 2011 UZ438
- 2011 UC439
- 2011 UD439
- 2011 UF439
- 2011 UG439
- 2011 UJ439
- 2011 UK439
- 2011 UM439
- 2011 UN439
- 2011 UO439
- 2011 UQ439
- 2011 UR439
- 2011 US439
- 2011 UU439
- 2011 UV439
- 2011 UX439
- 2011 UY439
- 2011 UZ439
- 2011 UA440
- 2011 UB440
- 2011 UC440
- 2011 UD440
- 2011 UE440
- 2011 UF440
- 2011 UG440
- 2011 UH440
- 2011 UJ440
- 2011 UK440
- 2011 UL440
- 2011 UM440
- 2011 UN440
- 2011 UP440
- 2011 UQ440
- 2011 UR440
- 2011 US440
- 2011 UT440
- 2011 UU440
- 2011 UW440
- 2011 UY440
- 2011 UZ440
- 2011 UA441
- 2011 UC441
- 2011 UJ441
- 2011 UO441
- 2011 UU441
- 2011 UG442
- 2011 UJ442
- 2011 UM442
- 2011 UO442
- 2011 UP442
- 2011 US442
- 2011 UT442
- 2011 UX442
- 2011 UY442
- 2011 UC443
- 2011 UE443
- 2011 UF443
- 2011 UJ443
- 2011 UL443
- 2011 UM443
- 2011 UN443
- 2011 UO443
- 2011 UP443
- 2011 UQ443
- 2011 US443
- 2011 UU443
- 2011 UV443
- 2011 UY443
- 2011 UE444
- 2011 UF444
- 2011 UH444
- 2011 UK444
- 2011 UL444
- 2011 UM444
- 2011 UN444
- 2011 UO444
- 2011 UP444
- 2011 UQ444
- 2011 US444
- 2011 UT444
- 2011 UU444
- 2011 UG445
- 2011 UH445
- 2011 UL445
- 2011 UP445
- 2011 UQ445
- 2011 US445
- 2011 UW445
- 2011 UX445
- 2011 UA446
- 2011 UC446
- 2011 UD446
- 2011 UE446
- 2011 UF446
- 2011 UH446
- 2011 UJ446
- 2011 UK446
- 2011 UL446
- 2011 UM446
- 2011 UN446
- 2011 UO446
- 2011 UP446
- 2011 UQ446
- 2011 UR446
- 2011 US446
- 2011 UT446
- 2011 UU446
- 2011 UV446
- 2011 UD447
- 2011 UF447
- 2011 UH447
- 2011 UL447
- 2011 UN447
- 2011 UO447
- 2011 UP447
- 2011 UQ447
- 2011 UR447
- 2011 US447
- 2011 UT447
- 2011 UU447
- 2011 UV447
- 2011 UW447
- 2011 UX447
- 2011 UY447
- 2011 UZ447
- 2011 UA448
- 2011 UC448
- 2011 UF448
- 2011 UU448
- 2011 UR449
- 2011 UW449
- 2011 UD450
- 2011 UE450
- 2011 UF450
- 2011 UG450
- 2011 UH450
- 2011 UJ450
- 2011 UM450
- 2011 UN450
- 2011 UP450
- 2011 UQ450
- 2011 UT450
- 2011 UV450
- 2011 UW450
- 2011 UX450
- 2011 UY450
- 2011 UZ450
- 2011 UB451
- 2011 UD451
- 2011 UF451
- 2011 UH451
- 2011 UK451
- 2011 UU451
- 2011 UV451
- 2011 UW451
- 2011 UX451
- 2011 UY451
- 2011 UZ451
- 2011 UA452
- 2011 UB452
- 2011 UC452
- 2011 UD452
- 2011 UE452
- 2011 UF452
- 2011 UG452
- 2011 UH452
- 2011 UK452
- 2011 UM452
- 2011 UO452
- 2011 UP452
- 2011 UU452
- 2011 UV452
- 2011 UY452
- 2011 UE453
- 2011 UG453
- 2011 UH453
- 2011 UJ453
- 2011 UK453
- 2011 UT453
- 2011 UB454
- 2011 UD454
- 2011 UE454
- 2011 UH454
- 2011 UN454
- 2011 UO454
- 2011 UQ454
- 2011 UR454
- 2011 UT454
- 2011 UU454
- 2011 UW454
- 2011 UY454
- 2011 UZ454
- 2011 UB455
- 2011 UC455
- 2011 UD455
- 2011 UM455
- 2011 UO455
- 2011 US455
- 2011 UX455
- 2011 UF456
- 2011 UH456
- 2011 UJ456
- 2011 UL456
- 2011 UM456
- 2011 UN456
- 2011 UP456
- 2011 UR456
- 2011 US456
- 2011 UT456
- 2011 UU456
- 2011 UV456
- 2011 UX456
- 2011 UA457
- 2011 UE457
- 2011 UF457
- 2011 UG457
- 2011 UH457
- 2011 UJ457
- 2011 UK457
- 2011 UL457
- 2011 UM457
- 2011 UN457
- 2011 UO457
- 2011 UP457
- 2011 UQ457
- 2011 UR457
- 2011 US457
- 2011 UT457
- 2011 UU457
- 2011 UV457
- 2011 UW457
- 2011 UX457
- 2011 UY457
- 2011 UZ457
- 2011 UA458
- 2011 UB458
- 2011 UC458
- 2011 UD458
- 2011 UE458
- 2011 UK458
- 2011 UM458
- 2011 UN458
- 2011 UO458
- 2011 UP458
- 2011 UQ458
- 2011 UV458
- 2011 UW458
- 2011 UX458
- 2011 UY458
- 2011 UA459
- 2011 UC459
- 2011 UE459
- 2011 UG459
- 2011 UH459
- 2011 UK459
- 2011 UL459
- 2011 UM459
- 2011 UP459
- 2011 UQ459
- 2011 US459
- 2011 UT459
- 2011 UV459
- 2011 UW459
- 2011 UX459
- 2011 UY459
- 2011 UZ459
- 2011 UA460
- 2011 UB460
- 2011 UE460
- 2011 UF460
- 2011 UG460
- 2011 UH460
- 2011 UJ460
- 2011 UM460
- 2011 UN460
- 2011 UO460
- 2011 UR460
- 2011 US460
- 2011 UT460
- 2011 UU460
- 2011 UV460
- 2011 UX460
- 2011 UY460
- 2011 UZ460
- 2011 UA461
- 2011 UC461
- 2011 UD461
- 2011 UJ461
- 2011 UK461
- 2011 UL461
- 2011 UM461
- 2011 UN461
- 2011 UO461
- 2011 UP461
- 2011 UQ461
- 2011 UR461
- 2011 US461
- 2011 UT461
- 2011 UU461
- 2011 UV461
- 2011 UW461
- 2011 UX461
- 2011 UY461
- 2011 UZ461
- 2011 UA462
- 2011 UB462
- 2011 UC462
- 2011 UD462
- 2011 UE462
- 2011 UF462
- 2011 UH462
- 2011 UJ462
- 2011 UK462
- 2011 UL462
- 2011 UM462
- 2011 UN462
- 2011 UO462
- 2011 UP462
- 2011 UR462
- 2011 UU462
- 2011 UW462
- 2011 UX462
- 2011 UA463
- 2011 UC463
- 2011 UF463
- 2011 UJ463
- 2011 UL463
- 2011 UO463
- 2011 UQ463
- 2011 US463
- 2011 UT463
- 2011 UV463
- 2011 UY463
- 2011 UZ463
- 2011 UA464
- 2011 UB464
- 2011 UC464
- 2011 UF464
- 2011 UG464
- 2011 UK464
- 2011 UL464
- 2011 UO464
- 2011 UP464
- 2011 UR464
- 2011 US464
- 2011 UT464
- 2011 UU464
- 2011 UV464
- 2011 UY464
- 2011 UA465
- 2011 UC465
- 2011 UD465
- 2011 UF465
- 2011 UH465
- 2011 UK465
- 2011 UL465
- 2011 UO465
- 2011 UP465
- 2011 UR465
- 2011 UU465
- 2011 UV465
- 2011 UX465
- 2011 UY465
- 2011 UZ465
- 2011 UC466
- 2011 UV466
- 2011 UX466
- 2011 UB467
- 2011 UC467
- 2011 UD467
- 2011 UE467
- 2011 UF467
- 2011 UG467
- 2011 UH467
- 2011 UJ467
- 2011 UK467
- 2011 UL467
- 2011 UM467
- 2011 UN467
- 2011 UO467
- 2011 UQ467
- 2011 UT467
- 2011 UV467
- 2011 UX467
- 2011 UY467
- 2011 UZ467
- 2011 UA468
- 2011 UB468
- 2011 UC468
- 2011 UD468
- 2011 UE468
- 2011 UG468
- 2011 UH468
- 2011 UJ468
- 2011 UK468
- 2011 UP468
- 2011 UQ468
- 2011 UT468
- 2011 UU468
- 2011 UX468
- 2011 UY468
- 2011 UZ468
- 2011 UD469
- 2011 UE469
- 2011 UF469
- 2011 UH469
- 2011 UJ469
- 2011 UK469
- 2011 UL469
- 2011 UO469
- 2011 US469
- 2011 UT469
- 2011 UV469
- 2011 UW469
- 2011 UX469
- 2011 UZ469
- 2011 UA470
- 2011 UC470
- 2011 UD470
- 2011 UF470
- 2011 UG470
- 2011 UJ470
- 2011 UL470
- 2011 UM470
- 2011 UN470
- 2011 UO470
- 2011 UR470
- 2011 UT470
- 2011 UC471
- 2011 UG471
- 2011 UJ471
- 2011 UK471
- 2011 UL471
- 2011 UM471
- 2011 UN471
- 2011 UP471
- 2011 US471
- 2011 UT471
- 2011 UV471
- 2011 UW471
- 2011 UX471
- 2011 UY471
- 2011 UZ471
- 2011 UA472
- 2011 UB472
- 2011 UC472
- 2011 UD472
- 2011 UE472
- 2011 UF472
- 2011 UG472
- 2011 UH472
- 2011 UJ472
- 2011 UK472
- 2011 UL472
- 2011 UM472
- 2011 UN472
- 2011 UO472
- 2011 UP472
- 2011 UQ472
- 2011 US472
- 2011 UY472
- 2011 UA473
- 2011 UB473
- 2011 UD473
- 2011 UE473
- 2011 UF473
- 2011 UG473
- 2011 UH473
- 2011 UM473
- 2011 UN473
- 2011 UP473
- 2011 UR473
- 2011 US473
- 2011 UT473
- 2011 UW473
- 2011 UX473
- 2011 UY473
- 2011 UZ473
- 2011 UA474
- 2011 UB474
- 2011 UC474
- 2011 UD474
- 2011 UE474
- 2011 UG474
- 2011 UH474
- 2011 UJ474
- 2011 UK474
- 2011 UL474
- 2011 UM474
- 2011 UN474
- 2011 UO474
- 2011 UP474
- 2011 US474
- 2011 UV474
- 2011 UX474
- 2011 UY474
- 2011 UA475
- 2011 UB475
- 2011 UD475
- 2011 UE475
- 2011 UM475
- 2011 UN475
- 2011 UO475
- 2011 UP475
- 2011 UR475
- 2011 US475
- 2011 UU475
- 2011 UW475
- 2011 UX475
- 2011 UZ475
- 2011 UA476
- 2011 UD476
- 2011 UH476
- 2011 UJ476
- 2011 UL476
- 2011 UM476
- 2011 UN476
- 2011 UT476
- 2011 UU476
- 2011 UV476
- 2011 UZ476
- 2011 UB477
- 2011 UD477
- 2011 UE477
- 2011 UJ477
- 2011 UO477
- 2011 UY477
- 2011 UF478
- 2011 UT478
- 2011 UU478
- 2011 UV478
- 2011 UW478
- 2011 UX478
- 2011 UY478
- 2011 UZ478
- 2011 UB479
- 2011 UD479
- 2011 UE479
- 2011 UF479
- 2011 UG479
- 2011 UH479
- 2011 UJ479
- 2011 UL479
- 2011 UM479
- 2011 UN479
- 2011 UP479
- 2011 UQ479
- 2011 UR479
- 2011 US479
- 2011 UT479
- 2011 UU479
- 2011 UV479
- 2011 UW479
- 2011 UY479
- 2011 UZ479
- 2011 UA480
- 2011 UD480
- 2011 UE480
- 2011 UF480
- 2011 UG480
- 2011 UL480
- 2011 UM480
- 2011 UN480
- 2011 UO480
- 2011 UP480
- 2011 UR480
- 2011 US480
- 2011 UT480
- 2011 UU480
- 2011 UX480
- 2011 UZ480
- 2011 UA481
- 2011 UB481
- 2011 UC481
- 2011 UD481
- 2011 UE481
- 2011 UG481
- 2011 UH481
- 2011 UJ481
- 2011 UK481
- 2011 UL481
- 2011 UM481
- 2011 UN481
- 2011 UP481
- 2011 UQ481
- 2011 UR481
- 2011 UT481
- 2011 UU481
- 2011 UV481
- 2011 UW481
- 2011 UY481
- 2011 UZ481
- 2011 UC482
- 2011 UF482
- 2011 UG482
- 2011 UH482
- 2011 UJ482
- 2011 UK482
- 2011 UL482
- 2011 UM482
- 2011 UN482
- 2011 UO482
- 2011 UP482
- 2011 UQ482
- 2011 UR482
- 2011 US482
- 2011 UT482
- 2011 UV482
- 2011 UW482
- 2011 UX482
- 2011 UZ482
- 2011 UA483
- 2011 UB483
- 2011 UC483
- 2011 UD483
- 2011 UE483
- 2011 UF483
- 2011 UG483
- 2011 UH483
- 2011 UJ483
- 2011 UK483
- 2011 UL483
- 2011 UM483
- 2011 UN483
- 2011 UO483
- 2011 UP483
- 2011 UQ483
- 2011 UR483
- 2011 US483
- 2011 UT483
- 2011 UV483
- 2011 UW483
- 2011 UX483
- 2011 UY483
- 2011 UZ483
- 2011 UA484
- 2011 UB484
- 2011 UD484
- 2011 UE484
- 2011 UF484
- 2011 UG484
- 2011 UH484
- 2011 UJ484
- 2011 UL484
- 2011 UM484
- 2011 UN484
- 2011 UO484
- 2011 UP484
- 2011 UQ484
- 2011 UR484
- 2011 UT484
- 2011 UU484
- 2011 UV484
- 2011 UW484
- 2011 UX484
- 2011 UY484
- 2011 UZ484
- 2011 UA485
- 2011 UC485
- 2011 UE485
- 2011 UF485
- 2011 UG485
- 2011 UH485
- 2011 UJ485
- 2011 UL485
- 2011 UN485
- 2011 UO485
- 2011 UP485
- 2011 UQ485
- 2011 UR485
- 2011 US485
- 2011 UT485
- 2011 UU485
- 2011 UV485
- 2011 UX485
- 2011 UY485
- 2011 UZ485
- 2011 UA486
- 2011 UB486
- 2011 UC486
- 2011 UD486
- 2011 UE486
- 2011 UG486
- 2011 UH486
- 2011 UJ486
- 2011 UK486
- 2011 UM486
- 2011 UP486
- 2011 UR486
- 2011 US486
- 2011 UT486
- 2011 UU486
- 2011 UW486
- 2011 UX486
- 2011 UY486
- 2011 UZ486
- 2011 UB487
- 2011 UC487
- 2011 UE487
- 2011 UH487
- 2011 UJ487
- 2011 UL487
- 2011 UM487
- 2011 UN487
- 2011 UO487
- 2011 UP487
- 2011 UQ487
- 2011 UR487
- 2011 US487
- 2011 UT487
- 2011 UU487
- 2011 UX487
- 2011 UY487
- 2011 UZ487
- 2011 UA488
- 2011 UB488
- 2011 UC488
- 2011 UF488
- 2011 UG488
- 2011 UM488
- 2011 UO488
- 2011 UP488
- 2011 UR488
- 2011 US488
- 2011 UT488
- 2011 UU488
- 2011 UV488
- 2011 UW488
- 2011 UX488
- 2011 UY488
- 2011 UZ488
- 2011 UA489
- 2011 UB489
- 2011 UC489
- 2011 UE489
- 2011 UF489
- 2011 UG489
- 2011 UH489
- 2011 UM489
- 2011 UO489
- 2011 UP489
- 2011 UQ489
- 2011 UX489
- 2011 UY489
- 2011 UZ489
- 2011 UA490
- 2011 UB490
- 2011 UD490
- 2011 UE490
- 2011 UF490
- 2011 UG490
- 2011 UH490
- 2011 UJ490
- 2011 UK490
- 2011 UL490
- 2011 UM490
- 2011 UN490
- 2011 UO490
- 2011 UR490
- 2011 US490
- 2011 UU490
- 2011 UV490
- 2011 UW490
- 2011 UA491
- 2011 UB491
- 2011 UC491
- 2011 UD491
- 2011 UE491
- 2011 UF491
- 2011 UH491
- 2011 UJ491
- 2011 UK491
- 2011 UL491
- 2011 UM491
- 2011 UN491
- 2011 UP491
- 2011 UQ491
- 2011 UR491
- 2011 US491
- 2011 UT491
- 2011 UU491
- 2011 UV491
- 2011 UC492
- 2011 UE492
- 2011 UF492
- 2011 UG492
- 2011 UH492
- 2011 UJ492
- 2011 UK492
- 2011 UL492
- 2011 UM492
- 2011 UN492
- 2011 UQ492
- 2011 UR492
- 2011 US492
- 2011 UT492
- 2011 UW492
- 2011 UX492
- 2011 UY492
- 2011 UZ492
- 2011 UA493
- 2011 UC493
- 2011 UD493
- 2011 UE493
- 2011 UF493
- 2011 UG493
- 2011 UJ493
- 2011 UK493
- 2011 UL493
- 2011 UN493
- 2011 UO493
- 2011 UQ493
- 2011 UR493
- 2011 US493
- 2011 UT493
- 2011 UU493
- 2011 UV493
- 2011 UW493
- 2011 UX493
- 2011 UZ493
- 2011 UA494
- 2011 UB494
- 2011 UC494
- 2011 UD494
- 2011 UE494
- 2011 UG494
- 2011 UH494
- 2011 UJ494
- 2011 UK494
- 2011 UM494
- 2011 UN494
- 2011 UO494
- 2011 UP494
- 2011 UQ494
- 2011 UR494
- 2011 UT494
- 2011 UU494
- 2011 UV494
- 2011 UX494
- 2011 UA495
- 2011 UB495
- 2011 UC495
- 2011 UE495
- 2011 UF495
- 2011 UG495
- 2011 UH495
- 2011 UJ495
- 2011 UK495
- 2011 UL495
- 2011 UM495
- 2011 UP495
- 2011 UR495
- 2011 US495
- 2011 UT495
- 2011 UU495
- 2011 UV495
- 2011 UX495
- 2011 UY495
- 2011 UZ495
- 2011 UA496
- 2011 UB496
- 2011 UE496
- 2011 UF496
- 2011 UG496
- 2011 UK496
- 2011 UL496
- 2011 UN496
- 2011 UO496
- 2011 UQ496
- 2011 UR496
- 2011 US496
- 2011 UT496
- 2011 UV496
- 2011 UY496
- 2011 UZ496
- 2011 UA497
- 2011 UB497
- 2011 UC497
- 2011 UD497
- 2011 UE497
- 2011 UF497
- 2011 UH497
- 2011 UJ497
- 2011 UK497
- 2011 UL497
- 2011 UM497
- 2011 UN497
- 2011 UO497
- 2011 UP497
- 2011 UQ497
- 2011 UR497
- 2011 US497
- 2011 UT497
- 2011 UU497
- 2011 UV497
- 2011 UX497
- 2011 UY497
- 2011 UZ497
- 2011 UA498
- 2011 UB498
- 2011 UC498
- 2011 UD498
- 2011 UE498
- 2011 UF498
- 2011 UG498
- 2011 UH498
- 2011 UJ498
- 2011 UK498
- 2011 UL498
- 2011 UM498
- 2011 UN498
- 2011 UO498
- 2011 UP498
- 2011 UQ498
- 2011 UR498
- 2011 US498
- 2011 UT498
- 2011 UU498
- 2011 UV498
- 2011 UY498
- 2011 UZ498
- 2011 UA499
- 2011 UB499
- 2011 UC499
- 2011 UE499
- 2011 UF499
- 2011 UG499
- 2011 UH499
- 2011 UL499
- 2011 UM499
- 2011 UN499
- 2011 UR499
- 2011 US499
- 2011 UU499
- 2011 UV499
- 2011 UW499
- 2011 UX499
- 2011 UY499
- 2011 UZ499
- 2011 UA500
- 2011 UB500
- 2011 UC500
- 2011 UD500
- 2011 UE500
- 2011 UF500
- 2011 UG500
- 2011 UH500
- 2011 UJ500
- 2011 UK500
- 2011 UL500
- 2011 UM500
- 2011 UN500
- 2011 UO500
- 2011 UP500
- 2011 UQ500
- 2011 UR500
- 2011 US500
- 2011 UT500
- 2011 UU500
- 2011 UV500
- 2011 UW500
- 2011 UX500
- 2011 UY500
- 2011 UZ500
- 2011 UA501
- 2011 UB501
- 2011 UC501
- 2011 UD501
- 2011 UE501
- 2011 UF501
- 2011 UG501
- 2011 UH501
- 2011 UJ501
- 2011 UK501
- 2011 UL501
- 2011 UM501
- 2011 UN501
- 2011 UP501
- 2011 UR501
- 2011 US501
- 2011 UT501
- 2011 UU501
- 2011 UW501
- 2011 UX501
- 2011 UY501
- 2011 UD502
- 2011 UE502
- 2011 UF502
- 2011 UH502
- 2011 UK502
- 2011 UM502
- 2011 UN502
- 2011 UO502
- 2011 UP502
- 2011 UQ502
- 2011 UR502
- 2011 US502
- 2011 UV502
- 2011 UW502
- 2011 UX502
- 2011 UZ502
- 2011 UA503
- 2011 UB503
- 2011 UC503
- 2011 UD503
- 2011 UE503
- 2011 UF503
- 2011 UG503
- 2011 UJ503
- 2011 UK503
- 2011 UL503
- 2011 UM503
- 2011 UO503
- 2011 UP503
- 2011 UR503
- 2011 US503
- 2011 UT503
- 2011 UU503
- 2011 UV503
- 2011 UX503
- 2011 UY503
- 2011 UZ503
- 2011 UA504
- 2011 UB504
- 2011 UC504
- 2011 UD504
- 2011 UE504
- 2011 UF504
- 2011 UG504
- 2011 UH504
- 2011 UJ504
- 2011 UK504
- 2011 UL504
- 2011 UM504
- 2011 UN504
- 2011 UO504
- 2011 UP504
- 2011 US504
- 2011 UT504
- 2011 UW504
- 2011 UZ504
- 2011 UA505
- 2011 UB505
- 2011 UC505
- 2011 UD505
- 2011 UE505
- 2011 UF505
- 2011 UG505
- 2011 UJ505
- 2011 UK505
- 2011 UL505
- 2011 UM505
- 2011 UN505
- 2011 UO505
- 2011 UQ505
- 2011 UR505
- 2011 US505
- 2011 UT505
- 2011 UU505
- 2011 UV505
- 2011 UW505
- 2011 UX505
- 2011 UY505
- 2011 UZ505
- 2011 UA506
- 2011 UB506
- 2011 UC506
- 2011 UD506
- 2011 UE506
- 2011 UF506
- 2011 UG506
- 2011 UH506
- 2011 UJ506
- 2011 UK506
- 2011 UL506
- 2011 UM506
- 2011 UN506
- 2011 UO506
- 2011 UP506
- 2011 UQ506
- 2011 UR506
- 2011 US506
- 2011 UT506
- 2011 UU506
- 2011 UV506
- 2011 UW506
- 2011 UX506
- 2011 UY506
- 2011 UZ506
- 2011 UA507
- 2011 UB507
- 2011 UC507
- 2011 UD507
- 2011 UE507
- 2011 UF507
- 2011 UG507
- 2011 UH507
- 2011 UJ507
- 2011 UK507
- 2011 UL507
- 2011 UM507
- 2011 UO507
- 2011 UP507
- 2011 UQ507
- 2011 US507
- 2011 UT507
- 2011 UU507
- 2011 UV507
- 2011 UX507
- 2011 UY507
- 2011 UZ507
- 2011 UA508
- 2011 UB508
- 2011 UC508
- 2011 UD508
- 2011 UE508
- 2011 UF508
- 2011 UG508
- 2011 UH508
- 2011 UJ508
- 2011 UK508
- 2011 UL508
- 2011 UM508
- 2011 UO508
- 2011 UP508
- 2011 UQ508
- 2011 UR508
- 2011 US508
- 2011 UT508
- 2011 UV508
- 2011 UW508
- 2011 UX508
- 2011 UY508
- 2011 UZ508
- 2011 UA509
- 2011 UB509
- 2011 UC509
- 2011 UD509
- 2011 UE509
- 2011 UF509
- 2011 UG509
- 2011 UH509
- 2011 UJ509
- 2011 UK509
- 2011 UL509
- 2011 UM509
- 2011 UN509
- 2011 UO509
- 2011 UP509
- 2011 UQ509
- 2011 UR509
- 2011 US509
- 2011 UT509
- 2011 UU509
- 2011 UV509
- 2011 UW509
- 2011 UX509
- 2011 UY509
- 2011 UZ509